# Operació Chammal
L'Operació Chammal (Opération Chammal en francès) és el nom de l'operació militar francesa, actualment en curs, per contenir l'expansió de l'Estat Islàmic a l'Iraq, així com per donar suport a l'exèrcit iraquià. El seu nom prové del Xamal (Chammal en francès), un vent provinent del nord-oest que passa per Iraq i el Golf Pèrsic. L'operació es limita als atacs aeris; el president francès François Hollande va exposar que no es farien servir forces terrestres en aquest conflicte. La fragata francesa Jean Bart es va unir a les operacions com a escorta de les naus americanes.
El 14 de novembre de 2015 l'Estat Islàmic va anunciar l'autoria dels atemptats de París del dia anterior, exposant que eren conseqüència directe de l'Operació Chammal.